# 亮叶山小橘
亮叶山小橘（学名：Glycosmis lucida），为芸香科山小橘属下的一个植物种。